# Cyclisation de Ruzicka
La cyclisation de Ruzicka est une réaction de cyclisation d'un diacide carboxylique en cétone cyclique. C'est une  réaction effectuée à haute température, en présence d'un catalyseur tel que le dioxyde de thorium. Cette réaction tien son nom de Lavoslav Ružička, chimiste croate qui l'a découverte en 1926.